# Microbotryum moehringiae
Microbotryum moehringiae är en svampart som först beskrevs av Togashi & Y. Maki, och fick sitt nu gällande namn av Vánky 1998. Microbotryum moehringiae ingår i släktet Microbotryum och familjen Microbotryaceae.   Inga underarter finns listade i Catalogue of Life.